# Water (film)
Pour les articles homonymes, voir Water.
Pour plus de détails, voir Fiche technique et Distribution.
Water (वाटर) est un film dramatique film indo-canadien, réalisé par Deepa Mehta, sorti en 2005. Water est le troisième volet de La Trilogie des éléments précédé par Fire (1996) et Earth (1998).
L'histoire du film se déroule en 1938 et dénonce les conditions de vie des veuves en Inde. Les chansons et les musiques sont composées par A. R. Rahman et Mychael Danna, les paroles furent écrites par Sukhwinder Singh et Raqeeb Alam.
Water a rencontré un succès commercial international et fut très bien accueilli par les critiques. Il a dominé les cérémonies de récompenses et nominations dans les festivals de films internationaux, ainsi que celle du cinéma indien. En France, ce film aura cumulé un total de près de 32 036 de spectateurs en salles.
Il fait l'objet d'une novélisation en 2006, publié par Milkweed Press. En 2008, inspiré par le film, le photojournaliste Dilip Mehta réalise le documentaire, The Forgotten Woman sur les veuves en Inde. Le scénario fut écrit par Deepa Mehta.

## Synopsis
Le film se déroule dans l’Inde coloniale de 1938, au moment où la lutte de Gandhi pour l'indépendance de l'Inde s'intensifie. L’histoire commence le jour où Chuyia, âgée de 7 ans, perd son mari et est envoyée dans une maison où les veuves hindoues vivent en pénitence. Âgées de 18 à 80 ans, ces femmes « paria » à la tête rasée, mendient pour manger et passent leur temps à prier en attendant la mort.
L'arrivée de cette enfant curieuse et innocente affecte la vie des autres résidentes. Et notamment celle de Kalyani, une belle veuve qui tombe amoureuse de Narayan, un jeune idéaliste, disciple de Gandhi.
Peu à peu, la présence de Chuyia ébranle tout ce qu’elles se sont résignées à accepter et les pousse à se révolter contre la tyrannie de ce mode de vie dépassé et controversé.

## Fiche technique
Sauf indication contraire, les informations mentionnées dans cette section peuvent être confirmées par la base de données cinématographiques IMDb,  présente dans la section « Liens externes ».
- Titre : Water
- Titre original : वाटर
- Réalisation : Deepa Mehta
- Scénario : Deepa Mehta, d'après une histoire de Anurag Kashyap
- Direction artistique : Sumant Jayakrishnan
- Décors : Rumana Hamied, Lal Harindranath
- Costumes : Dolly Ahluwalia
- Photographie : Giles Nuttgens (en)
- Montage : Colin Monie
- Musique : A.R. Rahman, Mychael Danna
- Production : David Hamilton
- Sociétés de production : Deepa Mehta Films, Flagship International, David Hamilton Productions, Echo Lake Entertainment, Harold Greenberg Fund, The Noble Nomad Pictures, Téléfilm Canada
- Sociétés de distribution : Mongrel Media (Canada), Films sans Frontières (France), Fox Searchlight Pictures (États-Unis)
- Société d'effets spéciaux : Soho VFX
- Pays d'origine :  Canada,  Inde
- Langues : Hindi, sanskrit
- Format : Couleurs - 2.35 : 1 - 35 mm Son DTS Dolby Digital SDDS
- Genre : Drame, musical, romance
- Durée : 117 minutes (1 h 57)
- Dates de sorties en salles :
  -  France : 6 septembre 2006
  -  Canada : 8 septembre 2005
  -  Inde : 9 mars 2007

## Distribution
- Seema Biswas : Shakuntala
- Lisa Ray : Kalyani
- John Abraham : Narayan
- Sarala : Chuyia
- Raghuvir Yadav : Gulabi, l'eunuque
- Kulbhushan Kharbanda : Sadananda
- Vinay Pathak : Rabindra
- Gerson Da Cunha : Seth Dwarkanath
- Waheeda Rehman : Bhagavati, la mère de Narayan
- Ronica Sajnani : Kunti
- Dr. Vidula Javalgekar : Patiraji (Auntie)
- Manorama : Madhumati
- Rishma Malik : Snehalata
- Daya Alwis : Saduram
- Meera Biswas : Gyanvati
- Buddhi Wickrama : le père de Chuyia
- Rinsly Weerarathne : le mari de Chuyia
- Delon Weerasinghe : le prêtre
- Mohan Jhangiani : Gandhi

## Autour du film[4]

### Anecdotes
- George Lucas a acheté une page du Variety pour apporter son soutien à Deepa Mehta lorsque les autorités indiennes ont tenté d'arrêter la production du film.
- Water a été tourné simultanément en hindi et en anglais. Seule la version en hindi a été diffusée en salles, mais la version en anglais est présente sur l'édition double DVD du film.
- Nandita Das et Aishwarya Rai ont été envisagées pour le rôle de Kalyani, qui sera finalement interprété par Lisa Ray.
- Deepa Mehta a auditionné 50 jeunes filles pour le rôle de Chuyia. Elle a retenu Sarala, bien qu'elle ne parlât ni hindi, ni anglais. La jeune actrice a appris ses dialogues phonétiquement.

### Réception
Le film a été présenté pour la première fois le 8 septembre 2008 au Canada.
Il a rapporté 10 422 387 $ au niveau mondial.
En regard du box-office, Water a reçu des critiques extrêmement positives. Le film obtient une popularité de 91 % sur le site Rotten Tomatoes, regroupant 90 critiques collectées concluant que « Water est aussi lumineux, en raison à la fois de ses images lyriques et de fonte. ». Sur le site Metacritic, il obtient une moyenne de 77/100, sur la base de 25 critiques collectées, ce qui lui permet d'obtenir le label « Avis généralement favorables » et est évalué à 3,6/5 pour 13 critiques sur le site d'Allociné.
Le critique du Le Monde, Thomas Sotinel a écrit : 

« Dans la peinture de cette violence faite aux femmes, Deepa Mehta trouve un équilibre assez juste entre les codes du cinéma bollywoodien et une narration très anglo-saxonne. »

— Thomas Sotinel, Le Monde, 6 septembre 2006.

### Controverses
Les films précédents de Deepa Mehta, Fire et Earth, ont déclenché l'hostilité d'intégristes hindous heurtés par les sujets abordés. Plusieurs cinémas qui projetaient ces films ont été la cibles d'attaques et de dégradations.
Deepa Mehta a démarré une première fois le tournage de Water en février 2000. La distribution comprenait Shabana Azmi, Nandita Das et Akshay Kumar. La veille du premier jour de tournage, les autorisations accordées précédemment ont été remises en cause. Le jour suivant, 2 000 manifestants ont pris d'assaut les ghats où devait être tourné le film et ont détruit la majeure partie du matériel. Ils entendaient ainsi protester en faveur des traditions hindoues critiquées par le film.
Finalement, le film a été tourné en 2003, au Sri Lanka, avec une distribution différente et sous le titre River Moon. Il a été projeté pour la première fois en septembre 2005 au festival international du film de Toronto.
L'écrivain Sunil Gangopadhyay a intenté un procès à Deepa Mehta car il a estimé que l'histoire développée dans Water s'inspirait de son livre Sei Samaya, publié en 1985.

## Musique

### Bande originale
Albums de A.R. Rahman et de Mycheal Danna
Anbe Aaruyire
(2005) Rang De Basanti
(2005)
La bande originale du film est composée par A.R. Rahman et Mycheal Danna. Elle contient six chansons, dans la version indienne et elle contient six chansons et quinze instrumentales, dans la version internationale. Les paroles furent écrites par Sukhwinder Singh et Raqeeb Alam, sauf pour Vaishnava Janatho qui fut écrite par Narsinh Mehta.
Version indienne
| No | Titre             | Interprètes                                     | Durée |
| -- | ----------------- | ----------------------------------------------- | ----- |
| 1. | Aayo Re Sakhi     | Sukhwinder Singh, Sadhana Sargam                | 5:16  |
| 2. | Piya Ho           | Sukhwinder Singh, Sadhana Sargam                | 6:02  |
| 3. | Naina Neer Bahaye | Sadhana Sargam                                  | 5:19  |
| 4. | Sham Rang Bhar Do | Richa Sharma, Raqeeb Alam, Surjo Bhattacharya   | 5:10  |
| 5. | Vaishnava Janatho | Ajoy Chakraborty , Kaushiki Chakraborty , Chœur | 3:03  |
| 6. | Bhangari Marori   | Sukhwinder Singh                                | 4:46  |

Version internationale
| No  | Titre                                         | Interprètes                                   | Durée |
| --- | --------------------------------------------- | --------------------------------------------- | ----- |
| 1.  | House Of Widows                               | Instrumental                                  | 5:19  |
| 2.  | Piya Ho                                       | Instrumental                                  | 1:42  |
| 3.  | Naina Neer Bahaye                             | Instrumental                                  | 0:58  |
| 4.  | Aayo Re Sakhi                                 | Sukhwinder Singh, Sadhana Sargam              | 5:16  |
| 5.  | Kaalu                                         | Instrumental                                  | 2:28  |
| 6.  | Can't Go Home                                 | Instrumental                                  | 1:11  |
| 7.  | Piya Ho                                       | Sukhwinder Singh, Sadhana Sargam              | 6:02  |
| 8.  | Ladoo Dreams                                  | Instrumental                                  | 1:11  |
| 9.  | Funeral                                       | Instrumental                                  | 0:59  |
| 10. | Carriage                                      | Instrumental                                  | 2:06  |
| 11. | Fatty                                         | Instrumental                                  | 0:52  |
| 12. | Naina Neer Bahaye                             | Sadhana Sargam                                | 5:19  |
| 13. | Kaylani Leaves                                | Instrumental                                  | 2:21  |
| 14. | Richa Sharma, Raqeed Alam, Surjo Bhattacharya | Sham Rang Bhar Do                             | 5:10  |
| 15. | Turn The Boat Around                          | Instrumental                                  | 1:33  |
| 16. | Walk Into River                               | Instrumental                                  | 2:55  |
| 17. | Chuyia Is Gone                                | Instrumental                                  | 2:35  |
| 18. | Vaishnava Janatho                             | Ajoy Chakraborty, Kaushiki Chakraborty, Chœur | 3:03  |
| 19. | Train                                         | Instrumental                                  | 3:28  |
| 20. | Across The River                              | Instrumental                                  | 5:35  |
| 21. | Bhangari Marori                               | Sukhwinder Singh                              | 4:46  |

## Distinctions
| Date             | Distinction                                              | Catégorie                                          | Nom                                                             | Résultat   |
| ---------------- | -------------------------------------------------------- | -------------------------------------------------- | --------------------------------------------------------------- | ---------- |
| 21 octobre 2005  | Festival international du film de Valladolid             | Meilleur film devant un jeune jury en compétition  | Water                                                           | Lauréat    |
| 21 octobre 2005  | Festival international du film de Valladolid             | Meilleur film en compétition                       | Water                                                           | Nomination |
| 7 février 2006   | Vancouver Film Critics Circle                            | Meilleure réalisatrice canadienne                  | Deepa Mehta                                                     | Lauréat    |
| 7 février 2006   | Vancouver Film Critics Circle                            | Meilleure actrice canadienne                       | Lisa Ray                                                        | Lauréat    |
| 17 février 2006  | Festival international du film de Bangkok                | Meilleur film                                      | Water                                                           | Lauréat    |
| 13 mars 2006     | Prix Génie/Prix Écrans canadiens                         | Meilleure actrice                                  | Seema Biswas                                                    | Lauréat    |
| 13 mars 2006     | Prix Génie/Prix Écrans canadiens                         | Meilleure photographie                             | Giles Nuttgens                                                  | Lauréat    |
| 13 mars 2006     | Prix Génie/Prix Écrans canadiens                         | Meilleure musique originale                        | Mychael Danna                                                   | Lauréat    |
| 13 mars 2006     | Prix Génie/Prix Écrans canadiens                         | Meilleur film                                      | David Hamilton                                                  | Nomination |
| 13 mars 2006     | Prix Génie/Prix Écrans canadiens                         | Meilleure réalisatrice                             | Deepa Mehta                                                     | Nomination |
| 13 mars 2006     | Prix Génie/Prix Écrans canadiens                         | Meilleure direction artistique                     | Dilip Mehta                                                     | Nomination |
| 13 mars 2006     | Prix Génie/Prix Écrans canadiens                         | Meilleur scénario                                  | Deepa Mehta                                                     | Nomination |
| 13 mars 2006     | Prix Génie/Prix Écrans canadiens                         | Meilleur montage                                   | Colin Monie                                                     | Nomination |
| 20 mars 2006     | San Francisco International Asian American Film Festival | Meilleure audience narrative                       | Deepa Mehta                                                     | Lauréat    |
| 14 octobre 2006  | Oslo Films from the South Festival                       | Meilleur long métrage                              | Water                                                           | Lauréat    |
| 11 décembre 2006 | New York Film Critics Online                             | Top des 10 films                                   | Water                                                           | Lauréat    |
| 11 décembre 2006 | New York Film Critics Online                             | NYFCO Humanitarian Award                           | Deepa Mehta                                                     | Lauréat    |
| 17 décembre 2006 | Satellite Awards                                         | Meilleur film en langue étrangère                  | Deepa Mehta                                                     | Nomination |
| 9 janvier 2007   | National Board of Review                                 | Top 5 des meilleurs films étrangers                | Water                                                           | Lauréat    |
| 9 janvier 2007   | National Board of Review                                 | NBR Freedom of Expression                          | Deepa Mehta (ex æquo avec Oliver Stone pour World Trade Center) | Lauréat    |
| 20 janvier 2007  | Broadcast Film Critics Association                       | Meilleur film en langue étrangère                  | Water                                                           | Nomination |
| 25 février 2007  | Oscars du cinéma                                         | Meilleur film en langue étrangère                  | Water                                                           | Nomination |
| 10 mars 2007     | Young Artist Awards                                      | Meilleure jeune actrice dans un long métrage       | Sarala Kariyawasam                                              | Lauréat    |
| 10 mars 2007     | Young Artist Awards                                      | Meilleur long métrage international sur la famille | Water                                                           | Lauréat    |
| 23 juin 2007     | Ruban d'argent                                           | Meilleure réalisatrice du meilleur film étranger   | Deepa Mehta                                                     | Nomination |
| 17 décembre 2007 | Dallas-Fort Worth Film Critics Association               | Meilleur film en langue étrangère                  | Deepa Mehta                                                     | Nomination |

### Sources et bibliographie
- (en) Devyani Saltzman, Shooting Water: A Mother-Daughter Journey and the Making of a Film, Penguin Books India, 2006, 272 p.  (ISBN 978-0144001026)